# District de Guérande
Le district de Guérande est une ancienne division administrative française du département de la Loire-Atlantique de 1790 à 1795.
Il était composé des cantons de Guerande, Croisic, Herbignac, Mesquer, Montoire, Pontchateau et Saint-Nazaire.

## Galerie

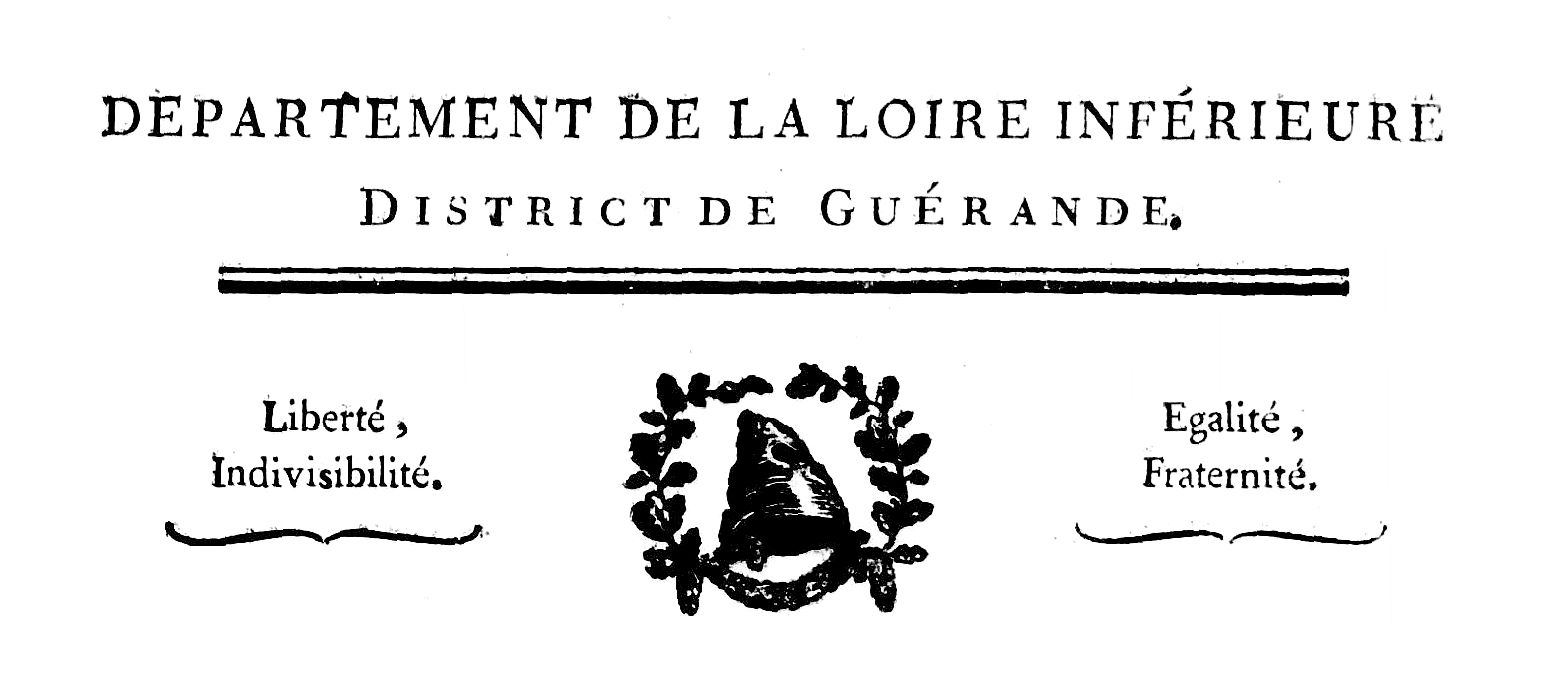
Papier à en-tête du DISTRICT DE  GUÉRANDE